# Brasiliens Grand Prix 2016
Brasiliens Grand Prix 2016, officiellt Formula One Grande Prêmio do Brasil 2016, var en Formel 1-tävling som hölls den 13 november 1916 på Autódromo José Carlos Pace i Sao Paulo. Det var det tjugonde av tjugoen lopp ingående i Formel 1-säsongen 2016 och kördes över 71 varv. Det var den fyrtiofjärde gången Brasiliens Grand Prix genomfördes som en del av Formel 1-VM. Tävlingen gick till historien som det längsta loppet i historien för Brasiliens GP, då det höll på i 3 timmar, 1 minut och 1,335 sekunder. Årets upplaga kördes helt i regn. Loppet vanns av Lewis Hamilton för Mercedes, tvåa blev Nico Rosberg för Mercedes, och trea blev Max Verstappen för Red Bull Racing.
Lewis Hamilton startade från Pole Position och höll ledningen ända in i mål. Han gick i mål drygt 11 sekunder före Nico Rosberg som hade chansen att säkra världsmästartiteln i brasilien men han tog inte några risker inför säsongsavslutningen i Abu Dhabi. Loppet kom dock inte att handla så mycket om de båda Mercedesförarna Hamilton och Rosberg, utan om det vädret som påverkade hela loppet. Med tre rödflagg och flera krascher (bland annat Felipe Massa som gjorde sitt sista Grand Prix på hemmaplan) som gjorde att det efter racet blev en stor diskussion kring säkerheten med däcken som används i Formel 1.

## Kvalet
| KR. | Nr | Förare            | Konstruktör               | Q1       | Q2       | Q3       | Grid |
| --- | -- | ----------------- | ------------------------- | -------- | -------- | -------- | ---- |
| 1   | 44 | Lewis Hamilton    | Mercedes                  | 1.11,511 | 1.11,238 | 1.10,736 | 1    |
| 2   | 6  | Nico Rosberg      | Mercedes                  | 1.11,815 | 1.11,373 | 1.10,838 | 2    |
| 3   | 7  | Kimi Räikkönen    | Ferrari                   | 1.12,100 | 1.12,301 | 1.11,404 | 3    |
| 4   | 33 | Max Verstappen    | Red Bull Racing-TAG Heuer | 1.11,957 | 1.11,834 | 1.11,485 | 4    |
| 5   | 5  | Sebastian Vettel  | Ferrari                   | 1.12,159 | 1.12,010 | 1.11,495 | 5    |
| 6   | 3  | Daniel Ricciardo  | Red Bull Racing-TAG Heuer | 1.12,409 | 1.12,047 | 1.11,540 | 6    |
| 7   | 8  | Romain Grosjean   | Haas-Ferrari              | 1.12,893 | 1.12,343 | 1.11,937 | 7    |
| 8   | 27 | Nico Hülkenberg   | Force India-Mercedes      | 1.12,428 | 1.12,360 | 1.12,104 | 8    |
| 9   | 11 | Sergio Pérez      | Force India-Mercedes      | 1.12,684 | 1.12,331 | 1.12,165 | 9    |
| 10  | 14 | Fernando Alonso   | McLaren-Honda             | 1.12,700 | 1.12,312 | 1.12,266 | 10   |
| 11  | 77 | Valtteri Bottas   | Williams-Mercedes         | 1.12,680 | 1.12,420 |          | 11   |
| 12  | 21 | Esteban Gutiérrez | Haas-Ferrari              | 1.13,052 | 1.12,431 |          | 12   |
| 13  | 19 | Felipe Massa      | Williams-Mercedes         | 1.12,432 | 1.12,521 |          | 13   |
| 14  | 26 | Daniil Kvyat      | Toro Rosso-Ferrari        | 1.13,071 | 1.12,726 |          | 14   |
| 15  | 55 | Carlos Sainz, Jr. | Toro Rosso-Ferrari        | 1.12,950 | 1.12,920 |          | 15   |
| 16  | 30 | Jolyon Palmer     | Renault                   | 1.13,259 | 1.13,258 |          | 16   |
| 17  | 22 | Jenson Button     | McLaren-Honda             | 1.13,276 |          |          | 17   |
| 18  | 20 | Kevin Magnussen   | Renault                   | 1.13,410 |          |          | 18   |
| 19  | 94 | Pascal Wehrlein   | Manor-Mercedes            | 1.13,427 |          |          | 19   |
| 20  | 31 | Esteban Ocon      | Manor-Mercedes            | 1.13,432 |          |          | 221  |
| 21  | 9  | Marcus Ericsson   | Sauber-Ferrari            | 1.13,623 |          |          | 20   |
| 22  | 12 | Felipe Nasr       | Sauber-Ferrari            | 1.13,681 |          |          | 21   |

| Vidare från första kvalrundan ▬▬ Vidare från andra kvalrundan ▬▬ |

- Samtliga förare inom 107 %-gränsen (1:16.516).[4]

Noteringar:
- ^1  – Esteban Ocon blev bestraffad med tre platsers nedflyttning efter att ha trängt Jolyon Palmer av banan under Q1.[5]

## Loppet
| Pos. | Nr | Förare            | Konstruktör               | Varv | Tid         | Grid | P  |
| ---- | -- | ----------------- | ------------------------- | ---- | ----------- | ---- | -- |
| 1    | 44 | Lewis Hamilton    | Mercedes                  | 71   | 3:01.01,335 | 1    | 25 |
| 2    | 6  | Nico Rosberg      | Mercedes                  | 71   | +11,455     | 2    | 18 |
| 3    | 33 | Max Verstappen    | Red Bull Racing-TAG Heuer | 71   | +21,481     | 4    | 15 |
| 4    | 11 | Sergio Pérez      | Force India-Mercedes      | 71   | +25,346     | 9    | 12 |
| 5    | 5  | Sebastian Vettel  | Ferrari                   | 71   | +26,334     | 5    | 10 |
| 6    | 55 | Carlos Sainz, Jr. | Toro Rosso-Ferrari        | 71   | +29,160     | 15   | 8  |
| 7    | 27 | Nico Hülkenberg   | Force India-Mercedes      | 71   | +29,827     | 8    | 6  |
| 8    | 3  | Daniel Ricciardo  | Red Bull Racing-TAG Heuer | 71   | +30,4861    | 6    | 4  |
| 9    | 12 | Felipe Nasr       | Sauber-Ferrari            | 71   | 1:31.09,090 | 21   | 2  |
| 10   | 14 | Fernando Alonso   | McLaren-Honda             | 71   | +44,432     | 10   | 1  |
| 11   | 77 | Valtteri Bottas   | Williams-Mercedes         | 71   | +45,292     | 11   |    |
| 12   | 31 | Esteban Ocon      | Manor-Mercedes            | 71   | +45,809     | 22   |    |
| 13   | 26 | Daniil Kvyat      | Toro Rosso-Ferrari        | 71   | +51,192     | 14   |    |
| 14   | 20 | Kevin Magnussen   | Renault                   | 71   | +51,555     | 18   |    |
| 15   | 94 | Pascal Wehrlein   | Manor-Mercedes            | 71   | +1.00,498   | 19   |    |
| 16   | 22 | Jenson Button     | McLaren-Honda             | 71   | +1.21,994   | 17   |    |
| Bröt | 21 | Esteban Gutiérrez | Haas-Ferrari              | 60   | Elfel       | 12   |    |
| Bröt | 19 | Felipe Massa      | Williams-Mercedes         | 46   | Olycka2     | 13   |    |
| Bröt | 30 | Jolyon Palmer     | Renault                   | 20   | Kollision   | 16   |    |
| Bröt | 7  | Kimi Räikkönen    | Ferrari                   | 71   | Olycka      | 3    |    |
| Bröt | 9  | Marcus Ericsson   | Sauber-Ferrari            | 11   | Olycka      | 20   |    |
| DNS  | 8  | Romain Grosjean   | Haas-Ferrari              | 0    | Olycka3     | –    |    |

| Förare och stall som tog poäng ▬▬ |

Noteringar:
- ^1  — Daniel Ricciardo blev bestraffad med ett tidstillägg på 5 sekunder efter att ha kört in i depån när den var stängd.[6]
- ^2  — Felipe Massa blev bestraffad med ett tidstillägg på 5 sekunder efter att ha kört om före säkerhetsbilslinjen.[6]
- ^3  — Romain Grosjean kraschade på vägen från depån till startgriden.[7]

## Ställning efter loppet
De tio främsta förarna får poäng enligt följande tabell. 25, 18, 15, 12, 10, 8, 6, 4, 2 och 1 poäng.

### Förarmästerskapet
| Pos. | Förare            | Konstruktör                           | Poäng |
| ---- | ----------------- | ------------------------------------- | ----- |
| 1    | Nico Rosberg      | Mercedes                              | 367   |
| 2    | Lewis Hamilton    | Mercedes                              | 355   |
| 3    | Daniel Ricciardo  | Red Bull-TAG Heuer                    | 246   |
| 4    | Sebastian Vettel  | Ferrari                               | 197   |
| 5    | Max Verstappen    | Red Bull-TAG Heuer Toro Rosso-Ferrari | 192   |
| 6    | Kimi Räikkönen    | Ferrari                               | 178   |
| 7    | Sergio Pérez      | Force India-Mercedes                  | 97    |
| 8    | Valtteri Bottas   | Williams-Mercedes                     | 85    |
| 9    | Nico Hülkenberg   | Force India-Mercedes                  | 66    |
| 10   | Fernando Alonso   | McLaren-Honda                         | 53    |
| 11   | Felipe Massa      | Williams-Mercedes                     | 51    |
| 12   | Carlos Sainz, Jr. | Toro Rosso-Ferrari                    | 46    |

| Pos. | Förare            | Konstruktör                           | Poäng |
| ---- | ----------------- | ------------------------------------- | ----- |
| 13   | Romain Grosjean   | Haas-Ferrari                          | 29    |
| 14   | Daniil Kvyat      | Red Bull-TAG Heuer Toro Rosso-Ferrari | 25    |
| 15   | Jenson Button     | McLaren-Honda                         | 21    |
| 16   | Kevin Magnussen   | Renault                               | 7     |
| 17   | Felipe Nasr       | Sauber-Ferrari                        | 2     |
| 18   | Jolyon Palmer     | Renault                               | 1     |
| 19   | Pascal Wehrlein   | Manor-Mercedes                        | 1     |
| 20   | Stoffel Vandoorne | McLaren-Honda                         | 1     |
| 21   | Esteban Gutiérrez | Haas-Ferrari                          | 0     |
| 22   | Marcus Ericsson   | Sauber-Ferrari                        | 0     |
| 23   | Esteban Ocon      | Manor-Mercedes                        | 0     |
| 24   | Rio Haryanto      | Manor-Mercedes                        | 0     |

### Konstruktörsmästerskapet
| Pos. | Konstruktör               | Poäng |
| ---- | ------------------------- | ----- |
| 1    | Mercedes                  | 722   |
| 2    | Red Bull Racing-TAG Heuer | 446   |
| 3    | Ferrari                   | 375   |
| 4    | Force India-Mercedes      | 163   |
| 5    | Williams-Mercedes         | 136   |
| 6    | Honda                     | 75    |

| Pos. | Konstruktör        | Poäng |
| ---- | ------------------ | ----- |
| 7    | Toro Rosso-Ferrari | 63    |
| 8    | Haas-Ferrari       | 29    |
| 9    | Renault            | 8     |
| 10   | Sauber-Ferrari     | 2     |
| 11   | Manor-Mercedes     | 1     |